# The Pancake Batter Anomaly
The Pancake Better Anomaly es el undécimo episodio de la serie The Big Bang Theory estrenado el 31 de marzo del 2008 en los Estados Unidos, escrito por Bill Prady y Stephen Engel y dirigido por Chuck Lorre y Lee Aronsohn.

## Referencia al título
El título The Pancake Batter Anomaly (traducido al español como "La anomalía de la masa de tortitas") hace referencia al pequeño descubrimiento de Leonard: el recipiente en el que él mezcló masa para hacer un pastel lo utiliza Sheldon para medir la orina.

## Sinopsis
Leonard y Sheldon se encuentran jugando ajedrez en 3D. El primero, sufre al intentar hacer un movimiento bajo la penetrante mirada de Sheldon ; y, tras mucho vacilar, mueve el alfil ocasionando el jaque mate. Sheldon le dice que debe ser horrible ser malo en tantos niveles diferentes. Preparándose para jugar de nuevo, llega Penny, que acaba de regresar de visitar a su familia de Nebraska. Tras una breve charla comenta inoportunamente que todos sus familiares estaban enfermos. Sheldon, paranoico cree que puede ser portadora y se aleja de ella. la interroga acerca de la evolución de la enfermedad en su familia y luego la hecha del piso. Cuando ella se va, comienza a rociar Lysol al aire.
Por la noche, Sheldon se encuentra cultivando los microbios extraídos de su garganta en placas de Petri para -según él- "cuando se encuentre en coma, confiando en que mentes inferiores lo curen, las notas y los cultivos lo salven". Leonard se levanta por algún motivo desconocido e, inmediatamente, Sheldon le pide que retire muestras de mucosa de su garganta. Él, aburrido de las locuras de Sheldon, intenta volver a la cama, pero es bloqueado por este que le pide que coloque un recipiente en el baño para medir el funcionamiento de sus riñones. Leonard al ver el pote, le grita que mezcló masa para hacer un pastel ahí. Sheldon, por su parte, le muestra el rotulo en la base, "urine cup" (taza de la orina). Leonar se va mencionando que le debe una carta disculpándose a la compañía Betty Crocker.
Al día siguiente Sheldon despierta enfermo y Leonard, que conocía el comportamiento de su amigo en ese estado, huyó de la casa al oír toses provenientes de su cuarto. Escapando por los pelos y aún vistiéndose, corre escaleras abajo por el edificio. Mientras lo hace, Sheldon lo llama al teléfono móvil y le cuenta que esta enfermo incluyendo todos los datos acerca de esto tales como la fiebre y el color de sus esputos. Leonard le dice que está trabajando, lo cual deja extrañado al febricitante (era domingo a las 6 y media). La mentira casi se viene abajo cuando pasa ladrando un perro delante de Leonard; pero este le dice que están entrenando perros para usar el centrifugador para ayudar a científicos ciegos.
Inmediatamente, Leonard llama a Howard. La mamá de este le grita a él por qué llaman a esas horas. Enojado, Howard atiende el teléfono y Leonard le informa de la enfermedad de su amigo. Acuerdan ir a ver la maratón de El planeta de los simios para pasar el tiempo. A continuación, Sheldon llama a Howard pidiéndole sopa y este, sin saber qué hacer, imita la voz de su madre y le pregunta por qué llama a esas horas. Luego le dice que llame a su propia madre y le cuelga.
Paralelamente a esto, Sheldon, en su búsqueda por sopa, se sienta en una mesa de The Cheesecake Factory (La fábrica de Tartitas de Queso).Penny lo atiende y Sheldon le pide una sopa con guisantes majados, rodajas de salchicha y croûtons.Penny le dice que tiene de tres tipos y Sheldon le contesta que entonces lo sorprenda. Mientras Sheldon molesta a los demás comensales con sus sonidos y comentarios, Penny llama a Leonard. Este le atiende y le dice que está trabajando cuando en realidad se encuentra en el cine con Raj y Howard para ver El Planeta de los Simios. Leonard le dice que irá a recoger a Sheldon pero simula que hubo una fisura en el reductor con ayuda de ruidos de alarmas que hacen sus amigos.
Penny acompaña a Sheldon a su departamento muy a su pesar y una vez en la puerta se despide de él. Alarmado, Sheldon le pide que se quede con él porque la única vez que estuvo enfermo sin que nadie lo ayudara fue en Alemania, y debido a que no hablaba el idioma le pusieron un enema. Penny acepta cuidarlo con ciertas condiciones.
Mientras, empieza la película que los tres amigos fueron a ver al cine y a Leonard se le caen las gafas. Howard al intentar cogerlas, las pisa rompiéndolas. Leonard, ciego, quiere ir a buscar sus gafas de repuesto a su casa y llama a Penny para preguntarle si Sheldon sigue en el restaurante. Como le responde que están los dos en su casa no sabe que hacer.
En el piso, Sheldon le pide a Penny que le pase VapoRuv en el pecho. Ella, resignada accede a hacerlo, y cuando cree que no puede empeorar, Sheldon le pide que le cante Soft Kitty. Ella, con tono de alguien harto de un asunto, se la canta produciendo uno de los momentos más cómicos de la serie.
En la puerta del mismo piso, los tres amigos conectan una minicamara wireless en la cabeza de Leonard para guiarlo hasta su habitación con el fin de recuperar sus gafas. Para evitar que Sheldon lo vea, Leonard lleva un sensor sonoro de movimiento que colocará en la puerta del dormitorio de su amigo así, si este se levanta se activará. Como el sensor detecta el mínimo ruido, Leonard debe ir gateando con el sensor en una bolsita que sostiene con su boca. Con Raj y Howard guiándolo con su computadora, Leonard entra al piso. Chocándose con múltiples cosas, coloca el dispositivo en la puerta del dormitorio. Howard le dice que lo prenda revelando que ir a gatas era innecesario. Segundos después de colocarlo, el sensor se activa y Leonard, al darse la vuelta, "ve " los pies de Penny. Raj y Howard huyen y Penny tras decirle a Sheldon que Leonard ya llegó se va también. Leonard quiere irse con Penny y al intentar seguirla se choca contra la columna.
A continuación aparece Leonard con una bolsa con hielo en la cabeza y Sheldon con un cubrecama encima. Este último le pide al otro el rociador que dice "mucus". Leonard le dice que si se para vomitará y Sheldon le recomienda el bol de Tupper Ware debajo de la cocina.